# カーホップ

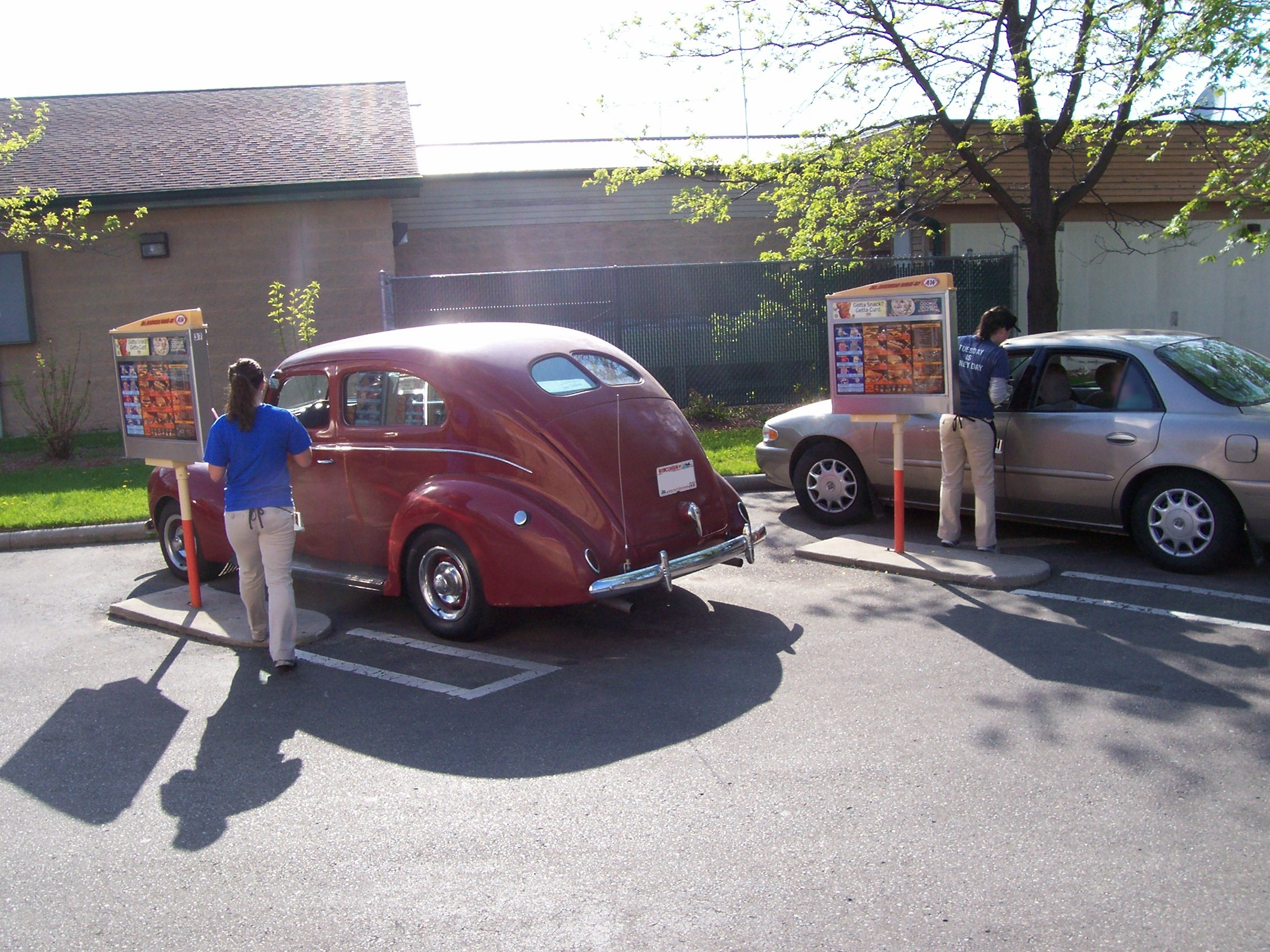
歩いて接客するカーホップ。

カーホップ（英語、carhop）とは、ドライブインの接客係のうち、来店客の車にファーストフードの配膳を行う者を指す名称である。通常は歩いて、一部ではローラースケートを履き、来店客の車まで食事を運ぶ。こうした係による接客はアメリカでドライブインが一般化した20世紀前半に見られた形態で、同時期におけるホットロッドと呼ばれる車種の流行とともに言及されることも多い。

## 歴史

### 戦前
カーホップの導入は1921年にテキサス州のダラスで開店したレストラン「ピッグ・スタンド(Pig Stand)」が最初である。同地の実業家J・G・カービーは、自家用車の普及で怠惰になった人々は、やがて食事も車から出ずに済ませたい、と考えるようになるだろう、と見込み、医師のR・W・ジャクソンと組んでこの店を開いた。この店では男性の係がおり、車まで食事を運んだ。この時期にA&Wレストランの創業者ロイ・アレンがカリフォルニア州サクラメントに開店したルートビアスタンドでもトレイボーイと呼ばれる係が接客を行った。配膳係の名称は店によりまちまちで、カーホップ(carhop)の語が最初に文献に現れるのは1923年である。

### 戦後

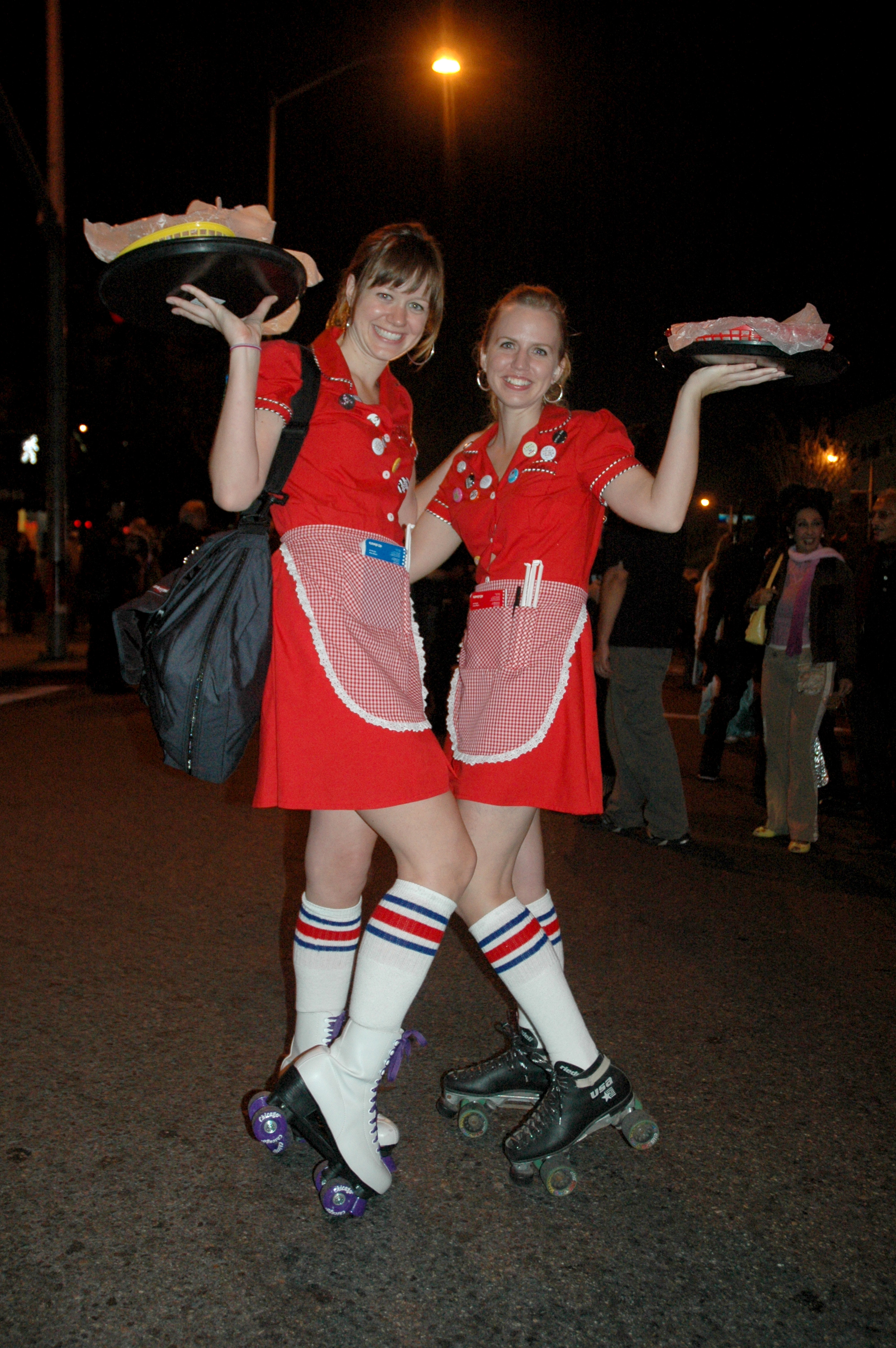
カーホップ隆盛期に用いられた制服。

第二次世界大戦が始まると、戦場に送られた男性に代わって女性のカーホップが登場、店側はカーホップに美貌の女性を揃えて集客を図った。集客面ではカーホップの制服も重要で、軍服や航空会社の乗務員の制服を模したもの、宇宙服風、チアリーダー風など、客の目を引くためにさまざまな制服が用いられた。
しかし、ファーストフード店の一般化により、カーホップを置くドライブインは減少した。カリフォルニア州サンバーナーディーノでドライブインを経営していたマクドナルド兄弟は、1948年にカーホップを廃し、セルフサービスを導入した。この措置の背景には、カーホップが異性客との無駄話に時間をつぶし、必ずしも売り上げに結びつかないことがあったという。1960年代にドライブスルーが登場すると、さらにカーホップは減少した。ソニック・ドライブインがフランチャイズ展開する各店でカーホップによる接客を行っているほか、ベビーブーム世代の懐古趣味に訴えるためあえて古い接客方式を採用する店をあるものの、こうした例外を除けばカーホップは地方の一部店舗に残るのみとなっている。一方でカーホップは1950年代から60年代にかけての時代を象徴する風俗として認識されており、1950年代のアメリカを舞台にしたシットコム『ハッピーデイズ』にはカーホップが頻繁に登場する。映画『アメリカン・グラフィティ』でもカーホップを主題にしたポスターが制作されている。